# Distribuzione delle elemosine e morte di Anania

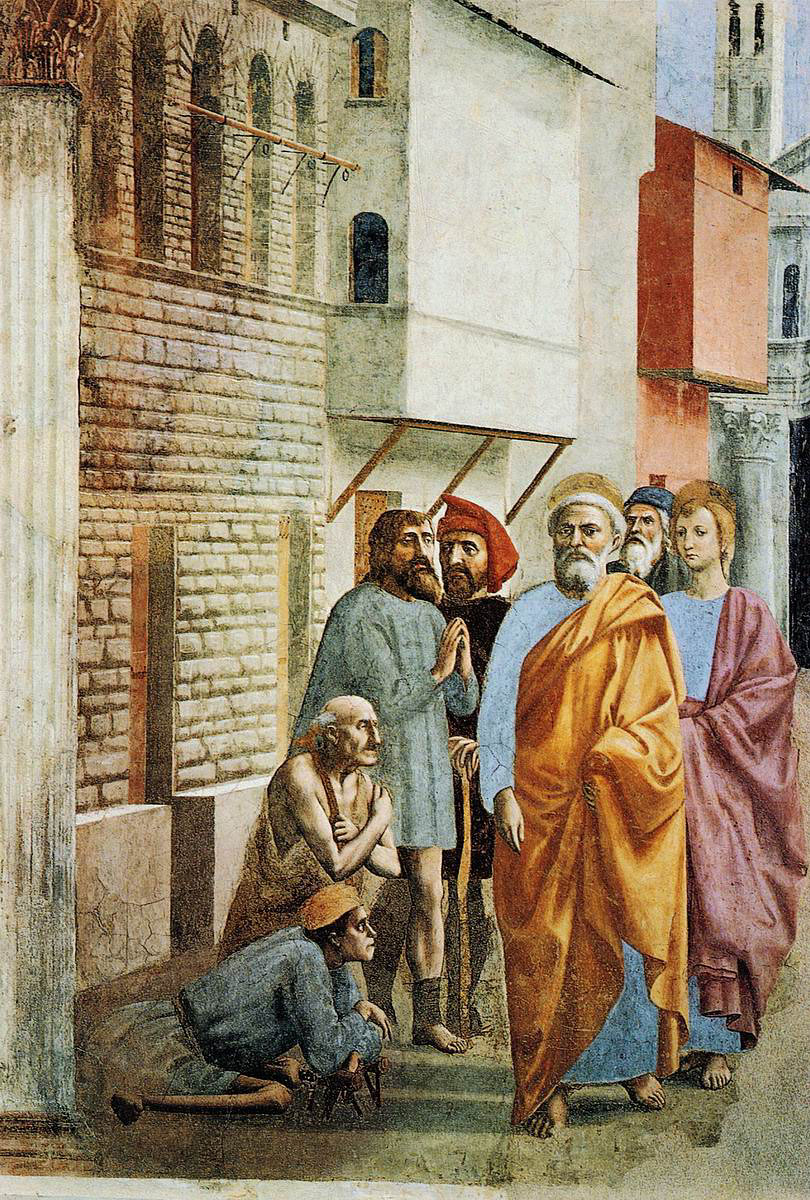
San Pietro risana gli infermi con la sua ombra

La Distribuzione delle elemosine e morte di Anania  è un affresco di Masaccio facente parte della decorazione della Cappella Brancacci nella chiesa di Santa Maria del Carmine a Firenze. L'opera, databile al 1425-1428 circa (230x170 cm), ritrae una scena delle storie di san Pietro tratta dagli Atti degli apostoli (IV, 34-35 e V, 1-5).

## Storia
Gli affreschi della Cappella Brancacci sono un enigma per gli studiosi nella mancanza di documentazione ufficiale. Commissionati forse a Masolino, che aveva come aiutante il più giovane Masaccio, si sa solo, tramite testimonianze indirette, che dovevano essere iniziati nel 1424 e che nel 1425 vennero portati avanti dal solo Masaccio per la partenza di Masolino per l'Ungheria. Nel 1428 Masaccio, già preso da altri lavori, morì lasciando l'opera incompleta. Il registro inferiore fu comunque l'ultimo ad essere completato e vi si sente uno stacco per l'assenza di Masolino, l'evoluzione dello stile di Masaccio, che vi mise mano dopo essere stato a Pisa. La scena della Distribuzione delle elemosine viene generalmente datata tra le ultime: tra il 1426 (Bologna), il 1427 (Parronchi) e il 1427-1428 (Salmi).
Questa scena, salvata dalla ridipintura barocca della volta, uscì annerita dall'incendio del 1771 che distrusse gran parte della basilica. Solo con il restauro del 1983-1990 si è potuta riscoprire la brillante cromia originale e sono state eliminate le ridipinture.

## Descrizione e stile
La scena si trova nel registro inferiore sulla parete dietro l'altare, a destra. Negli Atti gli eventi sono descritti immediatamente prima di quelli dell'affresco a sinistra, San Pietro guarisce con l'ombra: i primi credenti cristiani si aiutavano reciprocamente, e chi aveva campi o case li vendeva mettendo i soldi del ricavato a disposizione di tutti, tramite le figure degli apostoli che li raccoglievano e distribuivano secondo le necessità. San Pietro e san Giovanni nell'affresco stanno infatti distribuendo monete ad alcuni bisognosi, tra cui una donna con un bambino in braccio, emblema stesso della Carità. L'uomo morto a terra, Anania, era stato punito perché aveva trattenuto per sé una parte del ricavato dalla vendita dei suoi terreni (5,1-11). Anche questo episodio, come nel Tributo, si può leggere come un richiamo alla solidarietà reciproca nella previsione dell'istituzione del catasto fiorentino (1427). Inoltre, se la scena della guarigione ricordava come la Chiesa romana, fondata da Pietro, si occupasse di portare la guarigione e la salvezza ai fedeli, in questo affresco essa è personificata come distributrice di beni e punitrice dei malvagi. 
Anche questa scena, come quella simmetrica di San Pietro risana gli infermi con la sua ombra, si svolge tra edifici della strada di una città, verosimilmente Firenze (la scena originale ha luogo in Gerusalemme). La storia sacra veniva così attualizzata ed avvicinata al mondo dello spettatore, ma mancano quelle divagazioni aneddotiche che si trovano in artisti del gotico internazionale, come lo stesso Masolino nell'affresco della Guarigione dello storpio e resurrezione di Tabita. Ad esempio la neve sulle montagne ha un preciso significato narrativo, per rappresentare la durezza dell'inverno e la drammatica e urgente condizione dei protagonisti, che sono vestiti di panni leggeri.
La scena è caratterizzata da una maturazione stilistica di Masaccio, che rende l'espressività delle figure più vigorosa, oltre a comporre più articolatamente lo sfondo, con volumi architettonici meno stereotipati. La disposizione delle figure è però più statica di quella del San Pietro che guarisce con l'ombra, con la fuga in prospettiva bloccata dal circolo dei presenti e dall'alto edificio bianco sullo sfondo.
Le linee prospettiche di questa scena e di quella simmetrica convergevano al centro della parete, dove si trovava, sotto la primitiva finestra, la Crocifissione di Pietro di Masaccio.
I personaggi sono individuati concretamente con pochi ma sufficienti tratti individuali, che evitano la caratterizzazione generica di Masolino. Meller ipotizzò che il personaggio vestito di rosso, semicelato tra san Pietro e la donna col bambino, fosse uno dei cardinali di casa Brancacci: Rainaldo o Tommaso: grazie alla posizione in secondo piano sarebbe stata salvata dalla distruzione dei ritratti familiari dei Brancacci dopo il 1436. 
Una parte del corpo di Anania (comprese le mani) e il mantello color malva di Giovanni erano stati ridipinti da Filippino Lippi per la caduta dell'intonaco: alcune delle integrazioni più tarde, sul margine sinistro, sono state tolte con il restauro del 1988.